# Mulberry (Carolina del Sud)
Mulberry és una concentració de població designada pel cens dels Estats Units a l'estat de Carolina del Sud. Segons el cens del 2000 tenia 841 habitants.

## Demografia
Segons el cens del 2000, Mulberry tenia 841 habitants, 203 habitatges i 151 famílies. La densitat de població era de 165,7 habitants/km².
Dels 203 habitatges en un 26,1% hi vivien nens de menys de 18 anys, en un 61,1% hi vivien parelles casades, en un 8,4% dones solteres, i en un 25,6% no eren unitats familiars. En el 22,2% dels habitatges hi vivien persones soles el 8,4% de les quals corresponia a persones de 65 anys o més que vivien soles. El nombre mitjà de persones vivint en cada habitatge era de 2,61 i el nombre mitjà de persones que vivien en cada família era de 2,96.
Per edats la població es repartia de la següent manera: un 14,7% tenia menys de 18 anys, un 19,9% entre 18 i 24, un 32,8% entre 25 i 44, un 18,2% de 45 a 60 i un 14,4% 65 anys o més.
L'edat mediana era de 34 anys. Per cada 100 dones de 18 o més anys hi havia 207,7 homes.
La renda mediana per habitatge era de 34.432 $ i la renda mediana per família de 37.045 $. Els homes tenien una renda mediana de 21.324 $ mentre que les dones 19.653 $. La renda per capita de la població era de 10.527 $. Entorn del 10,4% de les famílies i el 25% de la població estaven per davall del llindar de pobresa.

## Poblacions més properes
El següent diagrama mostra les poblacions més properes.